# 7º Congresso degli Stati Uniti d'America

Il 7º Congresso degli Stati Uniti d'America, formato dal Senato e dalla Camera dei rappresentanti, si è riunito presso il Campidoglio di Washington, D.C. dal 4 marzo 1801 al 4 marzo 1803 durante i primi due anni della presidenza di Thomas Jefferson. In questo Congresso il Partito Democratico-Repubblicano ha ottenuto il controllo della maggioranza sia al Senato che alla Camera (tranne nella Special session del 4-5 marzo 1801, nella quale ancora persistette una maggioranza al Senato del Partito Federalista).

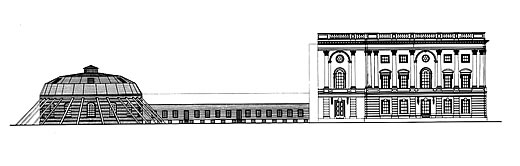
L'edificio del Campidoglio in un disegno che lo ritrae come era nel 1801.

## Contesto ed eventi importanti
Grazie alla maggioranza ottenuta in entrambi i rami del Congresso, il Partito Democratico-Repubblicano del presidente Jefferson riuscì a concludere un trattato con la Francia, interrompendo un periodo di gravi tensioni con il paese europeo che durava dalla conclusione del trattato di Jay con l'Impero britannico. In conseguenza di ciò, il Congresso abrogò i durissimi Alien and Sediction Acts che erano stati promossi e approvati dalla maggioranza federalista dei precedenti Congressi. Tuttavia le tensioni con la Francia non si interruppero definitivamente. La Francia, infatti, non aveva smesso di avere interesse per le nuove terre americane, avendo acquistato il territorio della Louisiana. A questa mossa rispose immediatamente il Congresso, il quale accantonò la somma di ben 2 milioni di dollari da consegnare direttamente al presidente Jefferson per poter acquistare i diritti di possesso sulla città di New Orleans.

### Cronologia
- 4 marzo 1801 - Inizia ufficialmente la presidenza di Thomas Jefferson.
- 16 marzo 1802 - Viene fondata l'Accademia militare di West Point.
- 24 febbraio 1803 - Con la sentenza Marbury v. Madison, per la prima volta la Corte suprema degli Stati Uniti dichiara incostituzionale una legge del Congresso.

## Atti legislativi più importanti approvati
- 29 aprile 1802: 2 Stat. 156, ch. 31 (An Act to amend the Judicial System of the United States) - La legge riforma il sistema delle corti giudiziarie federali.
- 30 aprile 1802: 2 Stat. 173, ch. 40 (An Act to enable the people of the Eastern division of the territory northwest of the river Ohio to form a constitution and state government, and for the admission of such state into the Union, on an equal footing with the original States, and for other purposes) - La legge permise ai residenti della parte orientale del Territorio del nord-ovest di formare lo stato dell'Ohio e di unirsi agli Stati Uniti come 17º stato dell'Unione. La legge propose anche di creare altri stati dallo smembramento di questo Territorio.

## Stati ammessi all'Unione
- 1 marzo 1803: l'Ohio diventa ufficialmente uno stato appartenente agli Stati Uniti.

## Partiti

### Senato
Il Partito federalista aveva ufficialmente la maggioranza del Senato all'inizio dei lavori del 7º Congresso. Maggioranza che però mantenne soltanto per la durata della brevissima Special session del marzo 1801. Con l'inizio della prima sessione di lavori, il Senato passò sotto il controllo deciso del Partito Democratico-Repubblicano.

Lo schieramento politico dei diversi stati alla Camera dei rappresentanti del 7º Congresso.

|                               | Partiti         | Partiti |         |   |
| ----------------------------- | --------------- | ------- | ------- | - |
|                               |                 |         |         |   |
| Democratico-Repubblicano (DR) | Federalista (F) | Totali  | Vacanti |   |
| Congresso precedente          | 11              | 21      | 32      | 0 |
|                               |                 |         |         |   |
| Inizio                        | 14              | 18      | 32      | 0 |
| Fine                          | 17              | 14      | 31      | 3 |
| % Fine                        | 54,8%           | 45,2%   |         |   |
|                               |                 |         |         |   |
| Inizio Congresso successivo   | 22              | 9       | 31      | 3 |

### Camera dei rappresentanti
|                             | Partiti                       | Partiti         |        |         |
| --------------------------- | ----------------------------- | --------------- | ------ | ------- |
|                             |                               |                 |        |         |
|                             | Democratico-Repubblicano (DR) | Federalista (F) | Totali | Vacanti |
| Congresso precedente        | 49                            | 56              | 105    | 1       |
|                             |                               |                 |        |         |
| Inizio                      | 67                            | 36              | 103    | 3       |
| Fine                        | 67                            | 38              | 105    | 2       |
| % Fine                      | 63,8%                         | 36,2%           |        |         |
|                             |                               |                 |        |         |
| Inizio Congresso successivo | 113                           | 26              | 139    | 3       |

## Leadership

### Senato
- Il presidente del Senato Aaron Burr.Presidente: Aaron Burr (DR)
- Presidente pro tempore:

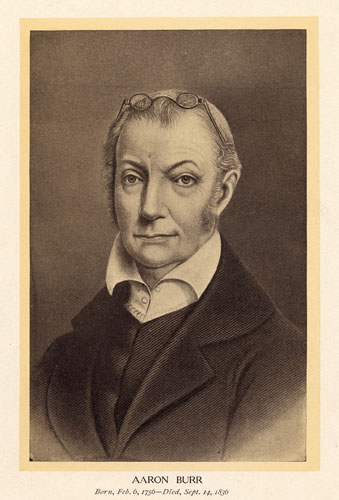
Il presidente del Senato Aaron Burr.

  - Abraham Baldwin (DR), eletto il 7 dicembre 1801
  - Stephen R. Bradley (DR), eletto il 14 dicembre 1802

### Camera dei rappresentanti
- Speaker: Nathaniel Macon (DR)

## Membri

### Senato

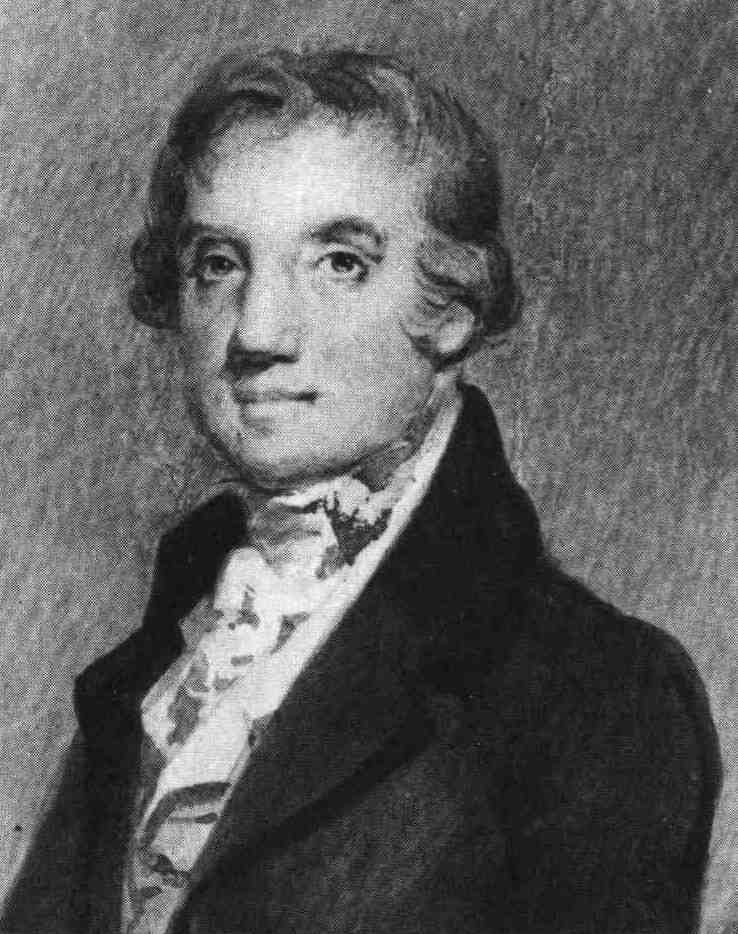
Il presidente pro tempore del Senato Abraham Baldwin.

I senatori sono eletti ogni due anni e ad ogni Congresso ne viene rinnovato un terzo. Prima del nome di ogni senatore viene indicata la "classe", ovvero il ciclo di elezioni in cui è stato eletto. Nel 6º Congresso furono sottoposti ad elezione i senatori di classe 1.
Carolina del Nord
- 2. Jesse Franklin (DR)
- 3. David Stone (DR)

Carolina del Sud
- 2. Charles Pinckney (DR), fino al 6 giugno 1801

     Thomas Sumter (DR), dal 15 dicembre 1801
- 3. John E. Colhoun (DR), fino al 26 ottobre 1802

     Pierce Butler (DR), dal 4 novembre 1802
Connecticut
- 1. James Hillhouse (F)
- 3. Uriah Tracy (F)

Delaware
- 2. William H. Wells (F)
- 1. Samuel White (F)

Georgia
- 2. Abraham Baldwin (DR)
- 3. James Jackson (DR)

Kentucky
- 2. John Brown (DR)
- 3. John Breckinridge (DR)

Maryland
- 1. John Eager Howard (F)
- 3. William Hindman (F), fino al 19 novembre 1801

     Robert Wright (DR), dal 19 novembre 1801
Massachusetts
- 1. Jonathan Mason (F)
- 2. Dwight Foster (F), fino al 2 marzo 1803

New Hampshire
- 2. Samuel Livermore (F), fino al 12 giugno 1801

     Simeon Olcott (F), dal 17 giugno 1801
- 3. James Sheafe (F), fino al 14 giugno 1802

     William Plumer (F), dal 17 giugno 1802
New Jersey
- 1. Aaron Ogden (F)
- 2. Jonathan Dayton (F)

New York
- 1. Gouverneur Morris (F)
- 3. John Armstrong, Jr. (DR), fino al 5 febbraio 1802

     DeWitt Clinton (DR), dal 9 febbraio 1802
Ohio
- 1. Seggio vacante
- 3. Seggio vacante

Pennsylvania
- 1. James Ross (F)
- 3. Peter Muhlenberg (DR), fino al 30 giugno 1801

     George Logan (DR), dal 13 luglio 1801
Rhode Island
- 1. Theodore Foster (F)
- 2. Ray Greene (F), fino al 5 marzo 1801

     Christopher Ellery (DR), dal 6 maggio 1801
Tennessee
- 1. Joseph Anderson (DR)
- 2. William Cocke (DR)

Vermont
- 1. Nathaniel Chipman (F)
- 3. Elijah Paine (F), fino al 1º settembre 1801

     Stephen R. Bradley (DR), dal 15 ottobre 1801
Virginia
- 1. Stevens Mason (DR)
- 2. Wilson Nicholas (DR)

### Camera dei rappresentanti
Nell'elenco, prima del nome del membro, viene indicato il distretto elettorale di provenienza o se quel membro è stato eletto in un collegio unico (at large).
Carolina del Nord
- 1. James Holland (DR)
- 2. Archibald Henderson (F)
- 3. Robert Williams (DR)
- 4. Richard Stanford (DR)
- 5. Nathaniel Macon (DR)
- 6. William H. Hill (F)
- 7. William Barry Grove (F)
- 8. Charles Johnson (DR), fino al 23 luglio 1802

     Thomas Wynns (DR), dal 7 dicembre 1802
- 9. Willis Alston (DR)
- 10. John Stanly (F)

Carolina del Sud
- 1. Thomas Lowndes (F)
- 2. John Rutledge, Jr. (F)
- 3. Benjamin Huger (F)
- 4. Thomas Sumter (DR), fino al 15 dicembre 1801

     Richard Winn (DR), dal 24 gennaio 1802
- 5. William Butler, Sr. (DR)
- 6. Thomas Moore (DR)

Connecticut
- At-large. Samuel W. Dana (F)
- At-large. John Davenport (F)
- At-large. Calvin Goddard (F), dal 14 maggio 1801
- At-large. Roger Griswold (F)
- At-large. Elias Perkins (F)
- At-large. John Cotton Smith (F)
- At-large. Benjamin Tallmadge (F), dal 21 settembre 1801

Delaware
- At-large. James A. Bayard (F)

Georgia
- At-large. John Milledge (DR), fino al maggio 1802

     Peter Early (DR), dal 10 gennaio 1803
- At-large. Benjamin Taliaferro (F), fino al maggio 1802

     David Meriwether (DR), dal 6 dicembre 1802
Kentucky
- 1. Thomas T. Davis (DR)
- 2. John Fowler (DR)

Maryland
- 1. John Campbell (F)
- 2. Richard Sprigg, Jr. (DR), fino all'11 febbraio 1802

     Walter Bowie (DR), fino al 24 marzo 1802
- 3. Thomas Plater (F)
- 4. Daniel Hiester (DR)
- 5. Samuel Smith (DR)
- 6. John Archer (DR)
- 7. Joseph H. Nicholson (DR)
- 8. John Dennis (F)

Massachusetts
- 1. John Bacon (DR)
- 2. William Shepard (F)
- 3. Ebenezer Mattoon (F)
- 4. Levi Lincoln, Sr. (DR), fino al 5 marzo 1801
  - Seth Hastings (F), dall'11 gennaio 1802
- 5. Lemuel Williams (F)
- 6. Josiah Smith (DR)
- 7. Phanuel Bishop (DR)
- 8. William Eustis (DR)
- 9. Joseph B. Varnum (DR)
- 10. Nathan Read (F)
- 11. Manasseh Cutler (F)
- 12. Silas Lee (F), fino al 20 agosto 1801
  - Samuel Thatcher (F), dal 6 dicembre 1802
- 13. Peleg Wadsworth (F)
- 14. Richard Cutts (DR), dal 7 dicembre 1801

New Hampshire
- At-large. Abiel Foster (F)
- At-large. Joseph Peirce (F), fino al giugno 1802

     Samuel Hunt (F), dal 6 dicembre 1802
- At-large. Samuel Tenney (F)
- At-large. George B. Upham (F)

New Jersey
- At-large. John Condit (DR)
- At-large. Ebenezer Elmer (DR)
- At-large. William Helms (DR)
- At-large. James Mott (DR)
- At-large. Henry Southard (DR)

New York
- 1. John Smith (DR)
- 2. Samuel L. Mitchill (DR)
- 3. Philip Van Cortlandt (DR)
- 4. Lucas C. Elmendorf (DR)
- 5. Thomas Tillotson (DR), fino al 10 agosto 1801

     Theodorus Bailey (DR), dal 7 dicembre 1801
- 6. John Bird (F), fino al 25 luglio 1801

     John P. Van Ness (DR), dal 7 dicembre 1801 al 17 gennaio 1803
     seggio vacante dal 17 gennaio 1803
- 7. David Thomas (DR)
- 8. Killian K. Van Rensselaer (F)
- 9. Benjamin Walker (F)
- 10. Thomas Morris (F)

Ohio
- At-large. Seggio vacante

Pennsylvania
- 1. William Jones (DR)
- 2. Michael Leib (DR)
- 3. Joseph Hemphill (F)
- 4A. Robert Brown (DR)
- 4B. Isaac Van Horne (DR)
- 5. Joseph Hiester (DR)
- 6. John A. Hanna (DR)
- 7. Thomas Boude (F)
- 8. John Stewart (DR)
- 9. Andrew Gregg (DR)
- 10. Henry Woods (F)
- 11. John Smilie (DR)
- 12. William Hoge (DR)

Rhode Island
- At-large. Joseph Stanton, Jr. (DR)
- At-large. Thomas Tillinghast (DR)

Tennessee
- At-large. William Dickson (DR)

Vermont
- 1. Israel Smith (DR)
- 2. Lewis R. Morris (F)

Virginia
- 1. John Smith (DR)
- 2. David Holmes (DR)
- 3. George Jackson (DR)
- 4. Abram Trigg (DR)
- 5. John J. Trigg (DR)
- 6. Matthew Clay (DR)
- 7. John Randolph (DR)
- 8. Thomas Claiborne (DR)
- 9. William B. Giles (DR)
- 10. Edwin Gray (DR)
- 11. Thomas Newton, Jr. (DR)
- 12. John Stratton (F)
- 13. John Clopton (DR)
- 14. Samuel J. Cabell (DR)
- 15. John Dawson (DR)
- 16. Anthony New (DR)
- 17. Richard Brent (DR)
- 18. Philip R. Thompson (DR)
- 19. John Taliaferro (DR)

#### Membri non votanti
Territorio del Mississippi
- Narsworthy Hunter (DR), fino all'11 marzo 1802

     Thomas M. Green, Jr. (DR), dal 6 dicembre 1802
Territorio del nord-ovest
- Paul Fearing (F)

## Cambiamenti nella rappresentanza

### Senato
| Stato (classe)       | Membro precedente        | Ragione del cambiamento                                                                   | Successore              | Data della successione        |
| -------------------- | ------------------------ | ----------------------------------------------------------------------------------------- | ----------------------- | ----------------------------- |
| Rhode Island (2)     | Ray Greene (F)           | Greene si è dimesso il 5 marzo 1801, dopo essere stato nominato giudice.                  | Christopher Ellery (DR) | Insediato il 6 maggio 1801    |
| Carolina del Sud (2) | Charles Pinckney (DR)    | Pinckney si è dimesso il 6 giugno 1801, per assumere la carica di ambasciatore in Spagna. | Thomas Sumter (DR)      | Insediato il 15 dicembre 1801 |
| New Hampshire (2)    | Samuel Livermore (F)     | Livermore si è dimesso il 12 giugno 1801.                                                 | Simeon Olcott (F)       | Insediato il 17 giugno 1801   |
| Pennsylvania (3)     | Peter Muhlenberg (DR)    | Muhlenberg si è dimesso il 30 giugno 1801.                                                | George Logan (DR)       | Insediato il 13 luglio 1801   |
| Vermont (3)          | Elijah Paine (F)         | Paine si è dimesso il 1º settembre 1801.                                                  | Stephen R. Bradley (DR) | Insediato il 15 ottobre 1801  |
| Maryland (3)         | William Hindman (F)      | Hindman si è dimesso il 19 novembre 1801.                                                 | Robert Wright (DR)      | Insediato il 19 novembre 1801 |
| Massachusetts (3)    | Dwight Foster (F)        | Foster si è dimesso il 2 marzo 1803. Il seggio è rimasto vacante.                         | Seggio vacante.         |                               |
| New York (3)         | John Armstrong, Jr. (DR) | Armstrong si è dimesso il 5 febbraio 1802.                                                | DeWitt Clinton (DR)     | Insediato il 9 febbraio 1802  |
| New Hampshire (3)    | James Sheafe (F)         | Sheafe si è dimesso il 14 giugno 1802.                                                    | William Plumer (F)      | Insediato il 17 giugno 1802   |
| Carolina del Sud (3) | John E. Colhoun (DR)     | Colhoun è deceduto il 26 ottobre 1802.                                                    | Pierce Butler (DR)      | Insediato il 4 novembre 1802  |
| Ohio (1)             | Nuovo seggio             | L'Ohio è stato ammesso all'Unione il 29 novembre 1802.                                    | Seggio vacante          |                               |
| Ohio (3)             | Nuovo seggio             | L'Ohio è stato ammesso all'Unione il 29 novembre 1802.                                    | Seggio vacante          |                               |

### Camera dei rappresentanti
| Distretto                           | Membro precedente        | Ragione del cambiamento                                                                                         | Successore                | Data della successione |
| ----------------------------------- | ------------------------ | --- | ------------------------- | ---------------------- |
| At-large Connecticut                | Seggio vacante           | Elizur Goodrich (F) si è dimesso prima dell'inizio dei lavori del Congresso.                                    | Calvin Goddard (F)        | 14 maggio 1801         |
| At-large Connecticut                | Seggio vacante           | William Edmond (F) si è dimesso prima dell'inizio dei lavori del Congresso.                                     | Benjamin Tallmadge (F)    | 21 settembre 1801      |
| 14° Massachusetts                   | Seggio vacante           | George Thatcher ha rifiutato la sua nomina.                                                                     | Richard Cutts (DR)        | 7 dicembre 1801        |
| 4° Massachusetts                    | Levi Lincoln, Sr. (DR)   | Lincoln, Sr. si è dimesso il 5 marzo 1801 per assumere la carica di Procuratore generale.                       | Seth Hastings (F)         | 11 gennaio 1802        |
| 6° New York                         | John Bird (F)            | Bird si è dimesso il 25 luglio 1801.                                                                            | John P. Van Ness (DR)     | 7 dicembre 1801        |
| 5° New York                         | Thomas Tillotson (DR)    | Tillotson si è dimesso il 10 agosto 1801 per assumere la carica di Segretario di Stato dello stato di New York. | Theodorus Bailey (DR)     | 7 dicembre 1801        |
| 12° Massachusetts                   | Silas Lee (F)            | Lee si è dimesso il 20 agosto 1801.                                                                             | Samuel Thatcher (F)       | 6 dicembre 1802        |
| 4° Carolina del Sud                 | Thomas Sumter (DR)       | Sumter si è dimesso il 15 dicembre 1801 per aver ottenuto un seggio al Senato.                                  | Richard Winn (DR)         | 24 gennaio 1802        |
| At-large Georgia                    | Benjamin Taliaferro (F)  | Taliaferro si è dimesso nel 1802.                                                                               | David Meriwether (DR)     | 6 dicembre 1802        |
| At-large New Hampshire              | Joseph Peirce (F)        | Peirce si è dimesso nel 1802.                                                                                   | Samuel Hunt (F)           | 6 dicembre 1802        |
| 2° Maryland                         | Richard Sprigg, Jr. (DR) | Sprigg, Jr. si è dimesso l'11 febbraio 1802.                                                                    | Walter Bowie (DR)         | 24 marzo 1802          |
| At-large Territorio del Mississippi | Narsworthy Hunter        | Hunter è deceduto l'11 marzo 1802.                                                                              | Thomas M. Green, Jr. (DR) | 6 dicembre 1802        |
| At-large Georgia                    | John Milledge (DR)       | Milledge si è dimesso nel maggio 1802 dopo essere stato eletto governatore della Georgia.                       | Peter Early (DR)          | 10 gennaio 1803        |
| 8° Carolina del Nord                | Charles Johnson (DR)     | Johnson è deceduto il 23 luglio 1802.                                                                           | Thomas Wynns (DR)         | 7 dicembre 1802        |
| At-large Ohio                       | Nuovo seggio             | L'Ohio è stato ammesso all'Unione il 29 novembre 1802.                                                          | Seggio vacante            |                        |
| 6° New York                         | John P. Van Ness (DR)    | Van Ness è stato dichiarato decaduto dalla carica il 17 gennaio 1803.                                           | Seggio vacante            |                        |

## Comitati
Qui di seguito si elencano i singoli comitati e i presidenti di ognuno (se disponibili).

### Senato
- Whole

### Camera dei rappresentanti
- Claims
- Commerce and Manifactures
- Elections
- Revisal and Unfinished Business
- Rules (select committee)
- Standards of Official Conduct
- Ways and Means
- Whole

### Comitati bicamerali (Joint)
- Enrolled Bills